# Liste des comtes de Zutphen
Cette page est une liste des comtes de Zutphen.

## Liste des seigneurs de Zutphen
| Portrait                                 | Nom                                      | Règne | Notes                                                             | Armoiries |
| ---------------------------------------- | ---------------------------------------- | --- | ----------------------------------------------------------------- | --------- |
|                                          | Mégingoz (v. 920 - ap. 998)              | fin en 998 | Il épouse Gerberge de Metz.                                       |           |
| Otton Ier de Hammerstein (v. 973 - 1036) | 1002-1025                                | Comte de Hamaland, fils d'Herbert, comte dans le Kinziggau, et d'Ermentrude, elle-même fille de Mégingoz et de Gerberge, il épouse Ermengarde de Verdun. |                                                                   |           |
|                                          | Luidolf de Bonnegau (998 ou 1000 - 1031) | 1025-1031 | Il épouse en 1025 Mathilde de Hammerstein, fille d'Otton Ier.     |           |
|                                          | Henri Ier le Vieux (1017 - 1033)         | 1031-1033 | Il est le fils de Liudolf et de Mathilde.                         |           |
| Conrad Ier (1052 - 1055)                 | 1033-1042                                | Duc de Bavière (Conrad II) de 1049 à 1053, frère d'Henri Ier, il épouse Judith de Schweinfurt († 1106).                                                  |                                                                   |           |
|                                          | Gothelon Ier de Verdun (v. 967 - 1044)   | 1042-1044 | Duc de Basse-Lotharingie, il est le frère d'Ermengarde de Verdun. |           |
|                                          | Godefroy II (v. 997 - 1069)              | 1044-1046 | Duc de Basse-Lotharingie, il est le fils de Gothelon Ier.         |           |
|                                          | Gottschalk de Twente († 1063)            | 1046-1063 | Il épouse Adélaïde, sœur de Conrad Ier.                           |           |
| Otton II le Riche († 1113)               | 1062-1101                                | Il est le fils de Gottschalk et d'Adélaïde. En 1101, il est élevé au rang de comte.                                                                      |                                                                   |           |

## Liste des comtes de Zutphen
| Portrait                 | Nom                        | Règne | Notes                        | Armoiries |
| ------------------------ | -------------------------- | --- | ---------------------------- | --------- |
|                          | Otton II le Riche († 1113) | 1101-1113 | Il épouse Judith d'Arnstein. |           |
| Henri II l'aîné († 1118) | 1113-1118                  | Il est le fils d'Otton II le Riche. |                              |           |
| Ermengarde († 1138)      | 1118-1138                  | Sœur d'Henri II, elle épouse en premières noces Gérard II († 1131), comte de Gueldre et de Wassenberg, puis en secondes noces Conrad II († 1136), comte de Luxembourg. |                              |           |

### Maison de Wassenberg
À partir de 1138, le Zutphen est lié par union personnelle à la Gueldre.
| Portrait                                                               | Nom                      | Règne     | Notes | Armoiries |
| ---------------------------------------------------------------------- | ------------------------ | --------- | --- | --------- |
|                                                                        | Henri III († 1182)       | 1131-1182 | Fils de Gérard II, il épouse Agnès d'Arnstein († 1179). |           |
|                                                                        | Otton III († 1207)       | 1182-1207 | Fils d'Henri III, il épouse Richardis de Wittelsbach († 1231). |           |
|                                                                        | Gérard III (1185 † 1229) | 1207-1229 | Fils d'Otton III, il épouse vers 1209 Marguerite de Brabant (1192 † 1231). |           |
|                                                                        | Otton IV († 1271)        | 1229-1271 | Fils de Gérard III, il épouse en 1242 Marguerite de Clèves († 1251), puis en 1253 Philippe de Dammartin († 1279). |           |
|                                                                        | Renaud Ier (1255 † 1326) | 1271-1326 | Duc de Limbourg de 1279 à 1288, fils d'Otton IV et de Philippa de Dammartin, il épouse Ermengarde de Limbourg († 1283), puis Marguerite de Flandre († 1330). En compensation de la perte du Limbourg (bataille de Worringen, 1288), il reçoit le titre de duc de Gueldre. |           |
|                                                                        | Renaud II (1295 - 1343)  | 1326-1343 | Fils de Renaud Ier et de Marguerite de Flandre, il épouse en 1311 Sophie Berthout († 1329), puis en 1332 Aliénor d'Angleterre (1318 † 1355). |           |
|                                                                        | Renaud III (1333 - 1371) | 1343-1361 | Fils de Renaud II et d'Aliénor d'Angleterre, il épouse en 1347 Marie de Brabant († 1399). |           |
|                                                                        | Édouard (1336 - 1371)    | 1361-1371 | Il revendique la Gueldre à partir de 1350 et vainc son frère Renaud III en 1361. |           |
|                                                                        | Renaud III (1333 - 1371) | 1371-1371 | Il est restauré à la mort de son frère, peu avant la sienne. |           |
| 1371 - 1379 : Guerre de succession de Gueldre entre Mathilde et Marie. |                          |           | |           |
|                                                                        | Mathilde (1325 - 1384)   | 1371-1379 | Fille de Renaud II et de Sophie Berthout, elle épouse : - en premières noces en 1336 Godefroy de Heinsberg et de Looz († 1347), - en secondes noces avant 1348 Jean (1293 - 1368), comte de Clèves, - en troisièmes noces Jean II de Châtillon († 1381), comte de Blois.  |           |
|                                                                        | Marie Ire (1329 - 1405)  | 1371-1380 | Fille de Renaud II et de Sophie Berthout, elle épouse en 1362 Guillaume VI († 1393), duc de Juliers. |           |

### Maison de Juliers
| Portrait | Nom                        | Règne       | Notes | Armoiries |
| -------- | -------------------------- | ----------- | --- | --------- |
|          | Guillaume (1364 - 1402)    | 1380 - 1402 | Fils de Marie de Wassenberg et de Guillaume de Juliers, il succède à sa mère comme duc de Gueldre en 1380 et à son père comme duc de Juliers en 1393. Il épouse Catherine de Bavière (1360 † 1400). |           |
|          | Renaud IV (v. 1365 - 1423) | 1402 - 1423 | Il succède à son frère Guillaume et épouse en 1405 Marie d'Harcourt. |           |

### Maison d'Egmont
| Portrait | Nom                            | Règne       | Notes | Armoiries |
| -------- | ------------------------------ | ----------- | --- | --------- |
|          | Arnold d'Egmont (1410-1473)    | 1423 - 1465 | Fils de Jean II d'Egmont et de Marie d'Arkel (v. 1389 † 1415), fille de Jean V d'Arkel et de Jeanne de Juliers (en) († 1394), sœur de Renaud IV, il succède à son grand-oncle, épouse en 1430 Catherine de Clèves mais est détrôné. |           |
|          | Adolphe d'Egmont (1438 - 1477) | 1465 - 1471 | Il est le fils d'Arnold, qu'il renverse en 1465 avec l'aide de Philippe III de Bourgogne, mais ne peut résister au fils de ce dernier, Charles, qui se retourne contre lui. Il était l'époux de Catherine de Bourbon.               |           |
|          | Arnold d'Egmont (1410-1473)    | 1471 - 1473 | Il est restauré par les forces de Charles le Téméraire moyennant de le désigner comme héritier. |           |

### Maison de Valois-Bourgogne
| Portrait | Nom                                    | Règne     | Notes | Armoiries |
| -------- | -------------------------------------- | --------- | --- | --------- |
|          | Charles Ier le Téméraire (1433 – 1477) | 1473-1477 | Fils unique de Philippe le Bon, il est le dernier homme de la maison de Valois-Bourgogne. Malgré trois différentes épouses, il n'a eu qu'un seul enfant qui était une fille.         |           |
|          | Marie II (1457 – 1482)                 | 1477-1482 | Après Philippe II le Hardi, Jean sans Peur, Philippe III le Bon et Charles le Téméraire, elle est la cinquième et dernière duchesse de Bourgogne de la branche des Valois-Bourgogne. |           |

### Maison de Habsbourg
| Portrait | Nom                                | Règne       | Notes | Armoiries |
| -------- | ---------------------------------- | ----------- | --- | --------- |
|          | Philippe Ier le Beau (1478 - 1506) | 1482 - 1492 | Fils de Maximilien Ier et de Marie de Bourgogne. De son propre chef, il fut « duc de Bourgogne » (souverain des Pays-Bas). Par mariage avec Jeanne Ire de Castille dite Jeanne la Folle : roi de León et de Castille (1504-1506). En 1492, il reconnaît les droits de Charles d'Egmont sur la Gueldre. |           |

### Maison d'Egmont
| Portrait | Nom                               | Règne       | Notes | Armoiries |
| -------- | --------------------------------- | ----------- | --- | --------- |
|          | Charles II d'Egmont (1467 - 1538) | 1492 - 1538 | Fils du duc Adolphe, il épouse en 1519 Élisabeth de Brunswick-Lunebourg (en). À sa mort, Charles Quint attribue le Gueldre à un lointain cousin, au mépris des droits du duc Antoine de Lorraine, neveu du dernier duc par sa mère Philippa de Gueldre. Les ducs de Lorraine conserveront néanmoins le titre et les armes de Gueldre. |           |

### Maison de Clèves
| Portrait | Nom                               | Règne       | Notes | Armoiries |
| -------- | --------------------------------- | ----------- | --- | --------- |
|          | Guillaume de Clèves (1516 - 1592) | 1538 - 1543 | Duc de Clèves, de Juliers et de Berg, il se voit attribuer la Gueldre par l'empereur Charles Quint, qui la lui confisque ensuite. |           |

### Maison de Habsbourg
| Portrait | Nom                                     | Règne       | Notes | Armoiries |
| -------- | --------------------------------------- | ----------- | --- | --------- |
|          | Charles III de Gand (1500 - 1558)       | 1506 - 1555 | Fils de Philippe le Beau. De son propre chef : « duc de Bourgogne » (souverain des Pays-Bas), roi des Espagnes et des Indes (Charles Ier), et autres titres. Par élection : empereur des Romains (Charles Quint). |           |
|          | Philippe II le Catholique (1527 - 1598) | 1555 - 1598 | Fils de Charles Quint. Roi des Espagnes et des Indes. Il quitta définitivement les Pays-Bas pour l'Espagne en 1559. En 1579, la Gueldre, à l'exception du quartier de Ruremonde (le Zutphen était l'un des trois autres quartiers), devint membre de l'union d'Utrecht, par laquelle la République des sept provinces-unies des Pays-Bas faisait sécession, puis, en 1581, signa l'acte de la Haye, par lequel Philippe était déposé dans les dix-sept provinces. |           |

## Source
- Généalogie des comte de Zutphen (nl)